# Теорема Єсеніна-Вольпіна
Теорема Єсеніна-Вольпіна стверджує, що вага нескінченного компактного диадичного простору буде супремумом, взятим за вагою всіх своїх точок. Твердження було доведено Єсеніним-Вольпіним в 1949 році та узагальнено пізніше (Єфімов, 1965) і (Turzański, 1992).